# Localiser
Chronologie des versions
Localiser mes Amis
Localiser est une application et un service fournis par Apple qui permet aux utilisateurs de localiser leurs appareils iOS, iPadOS, macOS, watchOS et AirPods, cette fonctionnalité était auparavant présente dans l'app « Localiser mon iPhone ». Cette app permet également de partager sa localisation GPS avec d'autres appareils Apple, une fonctionnalité précédemment offerte par l'app « Localiser mes amis ».

## Histoire
Apple a annoncé Localiser lors de la WWDC 2019, dans iOS 13 et macOS 10.15 (Catalina) remplaçant Localiser mon iPhone et Localiser mes amis. Localiser devient officiellement accessible au public avec iOS 13 le 19 septembre 2019, suivi de iPadOS 13.1 le 24 septembre 2019 puis de macOS 10.15 le 7 octobre 2019.
La version d’iOS 17.5, Apple ont introduit une nouvelle fonctionnalité  pour reconnaître les traceurs GPS d’autre marques.
Cette mise à jour introduit également une fonctionnalité « Mode Réparation ». Cela permet de ne plus désactiver la fonction Localiser lorsque les appareils Apple sont envoyés en réparation.

## Fonctionnalités
Les utilisateurs peuvent trouver l'emplacement de leurs appareils Apple et jouer un son sur l'appareil au volume maximum, une fonctionnalité utile si l'appareil a été égaré. Un appareil peut également être marqué comme perdu, verrouillant l'appareil avec un mot de passe et suspendant les fonctionnalités sensibles telles qu'Apple Pay. Le mode Perdu permet également à un utilisateur de laisser un message et des informations de contact sur l'écran de verrouillage de l'appareil.
Un utilisateur peut également choisir d'effacer un appareil, en supprimant tout le contenu et les paramètres, ce qui est utile si l'appareil contient des informations sensibles, mais l'appareil ne peut plus être localisé une fois cette action effectuée. Une fois l'effacement terminé, le message peut toujours être affiché et l'appareil sera verrouillé pour l'activation. Il est donc difficile pour quelqu'un d'utiliser ou de vendre l'appareil. Un mot de passe d'identification Apple est requis pour désactiver Localiser, se déconnecter d'iCloud, effacer l'appareil ou réactiver un appareil après un verrouillage d'activation.
Depuis iOS 15, les utilisateurs peuvent localiser leur iPhone 11 ou version ultérieure jusqu'à cinq heures après que la batterie du téléphone a été vidée, ou 24 s'il a été éteint manuellement par l'utilisateur (SE 2e et 3e génération exclus), grâce à la réserve de marche. Pendant ce temps, les iPhone XR et Xs prennent également en charge la réserve de marche, ceux-ci ne peuvent pas être localisés lorsqu'ils sont éteints. Apple n'a pas communiqué sur le fonctionnement de la fonctionnalité et pourquoi elle est exclusive à ces modèles, mais il est probable que la fonctionnalité utilise la puce iPhone U1 exclusive à l'iPhone 11 et versions ultérieures.

### Personnes
Localiser permet aux utilisateurs de partager leur position par GPS avec des contacts ayant un appareil iOS, iPadOS ou macOS pendant une heure, jusqu'à la fin de la journée ou indéfiniment. Une fois partagé, d'autres personnes peuvent voir l'emplacement exact de l'appareil sur une carte et peuvent recevoir des instructions pour le retrouver. Des notifications peuvent être définies, alertant un utilisateur lorsque quelqu'un quitte ou arrive à un emplacement défini.

### Appareils
Avec la sortie d'iOS 14.3, les appareils et accessoires Bluetooth tiers prenant en charge le programme d'accessoires de réseau Find My peuvent également être suivis, sous un onglet « Appareils » séparé. Si quelque chose est perdu mais hors de portée Bluetooth, l'application affichera le dernier emplacement connu jusqu'à ce qu'un autre appareil iOS, iPadOS ou macOS soit à proximité. Semblables aux propres appareils d'Apple, les éléments tiers peuvent être placés en « mode perdu », qui empêche les autres de se coupler à l'appareil. Les objets perdus peuvent être identifiés depuis l'application Localiser, ce qui permet à un utilisateur de voir un message ou les coordonnées du propriétaire de l'objet perdu.
Contrairement à d'autres « key finders », les AirTags[Quoi ?] utilisent également la technologie  ultra large bande pour retrouver les objets perdus (si l'appareil Apple utilisé pour la recherche le prend en charge).

### Objets
Cette section est introduite lors de la version d’iOS 14 lors de la présentation des AirTags. Elle permet de localiser ces derniers pour suivre des objets du quotidien comme son sac ou ses clés.